# زقين
الزقين (الاسم العلمي:Diascia) هو جنس من النباتات يتبع الفصيلة الغدبية من رتبة الشفويات.

## أنواع الزقين
- زقين التلال
- زقين إسفيني
- زقين أرجواني
- زقين ثنائي اللون
- زقين حارس
- زقين دقيق الأزهار
- زقين رأس الرجاء
- زقين زائدي
- زقين زنبقي
- زقين سنبلاني
- زقين شخصي
- زقين شفوي
- زقين صغير
- زقين صغير الأزهار
- زقين طويل القرن
- زقين عطري
- زقين عقدي
- زقين سميك القرون
- زقين قزم
- زقين قصير
- زقين قلبي الأوراق
- زقين كامل
- زقين كبسولي
- زقين كبير الورق
- زقين لين
- زقين مبقع
- زقين متخفي
- زقين متصلب
- زقين متطاول
- زقين متفرع
- زقين متموج
- زقين مسنن
- زقين مضلل
- زقين مقطع الأوراق
- زقين مميز
- زقين منتشر
- زقين مخطط
- زقين منحني
- زقين منفتح
- زقين ناماكوي
- زقين نحيل
- زقين ألونسواني
- زقين جبلي جنوبي
- زقين زهرة الحواشي
- زقين قلبي السبلات
- زقين متباين السداة
- زقين ممتد القرون